# Bakkerspolder (waterschap)
De Bakkerspolder is een voormalig waterschap in de provincie Groningen.
Het schap, dat geheel binnen de Groote Harkstederpolder lag, was opgericht om een laaggelegen, uitgeveend gebied in cultuur te brengen. Het lag ten westen van Harkstede en lag ter weerszijden van de Kooilaan.
De molen van de polder sloeg uit op de Lichtevoortswijk die in verbinding stond met het stoomgemaal van de Groote Harkstederpolder. De gronden moesten daarom meebetalen aan de afwatering. Het waterschap had één ingeland, maar enkele gronden die niet in het waterschap lagen profiteerden wel mee van de onderbemaling. In 1902 werd daarom besloten, dat ook zij hiervoor moeten meebetalen.
Waterstaatkundig gezien ligt het gebied sinds 2000 binnen dat van het waterschap Hunze en Aa's.